# L’inganno felice
L’inganno felice (dt. Die glückliche Täuschung) ist eine einaktige „farsa per musica“ (Oper) von Gioachino Rossini auf ein Libretto von Giuseppe Maria Foppa. Sie wurde 1811 komponiert und am 8. Januar 1812 im Teatro San Moisè in Venedig uraufgeführt. Im 19. Jahrhundert wurde sie in Deutschland häufig unter dem Namen Die Getäuschten aufgeführt.

## Handlung
Die junge Fürstin Isabella wird verkannt, verstoßen und auf offener See in einem Boot ausgesetzt. Sie strandet bei lieben Menschen, die für den Fürsten im Bergwerk arbeiten. Nach einigen Jahren kommt dieser, um seine Bergwerke zu inspizieren, weil ein Krieg vorbereitet wird, und plötzlich sieht er sich seiner totgeglaubten Frau gegenüber. Eine neuerliche Intrige der Feinde der Fürstin kann gerade noch vereitelt werden, und die Liebenden werden wieder vereint.
Szene 1. Ein weites Tal vor einer Bergkette. Auf der einen Seite befindet sich ein Felsen mit Einfahrten zum Bergwerk und der Wohnung des Steigers Tarabotto. Dieser unterhält sich mit anderen Bergleuten über die bevorstehende Ankunft des Herzogs Bertrando (Introduktion und Duett: „Cosa dite!“). Während Tarabotto auf einen Berg steigt, um sich von der Wahrheit der Meldung zu überzeugen, kehren die Bergleute in die Minen zurück. Isabella erscheint mit einem Porträt des Herzogs in der Hand und grübelt darüber nach, warum er sie vor zehn Jahren verstoßen hatte. Tarabotto hatte sie damals gerettet und als seine angebliche Nichte Nisa aufgenommen. Er kehrt zurück und beobachtet sie eine Weile. Als sie ihn bemerkt, zeigt sie ihm einen Brief, den sie aufgesetzt hat, um ihren Gatten von ihrer Unschuld zu überzeugen. Darin erklärt sie, dass Bertrandos Freund Ormondo aus verschmähter Liebe seine Eifersucht entfacht und sie mit Hilfe seines Kumpans Batone entführt und auf dem Meer ausgesetzt hatte. Als sie den Herzog kommen sehen, gehen Tarabotto und Isabella ins Haus.
Szene 2. Bertrando erscheint mit einigen Soldaten. Er denkt über das Schicksal seiner treulosen Ehefrau Isabella nach (Arie: „Qual tenero diletto“).
Szene 3. Ormondo und Batone kommen hinzu. Sie haben erfahren, dass der benachbarte Herzog einen Überfall plane, und wollen ihm zuvorkommen. Der ortskundige Tarabotto soll ihnen einen Pfad durch die Minen zeigen.
Szene 4. Tarabotto wird herbeigerufen. Er folgt Bertrando mit den Soldaten in den Schacht.
Szene 5. Batone bittet Nisa (Isabella) um ein Glas Wasser. Als sie ihr Gesicht enthüllt, erschreckt er in Erinnerung an sein früheres Verbrechen (Arie: „Una voce m’ha colpito“). Er entschuldigt sich kurz und geht.
Szene 6. Tarabotto kehrt zurück und schlägt Isabella vor, dem Herzog den Plan des Bergwerks zu bringen. Dies sei eine gute Gelegenheit, mit ihm ins Gespräch zu kommen. Sie geht.
Szene 7. Tarabotto betet um Gottes Beistand gegen Ormondo und Batone. Bertrando und die Soldaten kommen zurück. Tarabotto erzählt ihm von seiner Nichte und ruft sie herbei.
Szene 8. Es kommt zur Begegnung zwischen Isabella und Bertrando. Isabella zeigt sich schüchtern und überreicht ihm den Plan. Bertrando fällt ihre Ähnlichkeit mit seiner totgeglaubten Gemahlin sofort auf. Er wird von widersprüchlichen Gefühlen überwältigt. Auf seine Nachfrage bestätigt Tarabotto ihm jedoch, dass sie die Tochter seines Bruders Torello sei (Terzett: „Se la miro sembra quella“). Isabella und Tarabotto gehen ins Haus. Tarabotto kehrt jedoch bald zurück und versteckt sich, um Bertrando zu beobachten.
Szene 9. Bertrando grübelt über die Ähnlichkeit Nisas mit Isabella nach. Als Ormondo meldet, dass alles für ihren Plan vorbereitet sei, fragt er ihn, ob er den Tod Isabellas sicher bezeugen könne. Zögernd bestätigt Ormondo, dass die Herzogin tot sei. Bertrando entfernt sich mit seinen Leuten.
Szene 10. Ormondo fragt Batone, ob er Isabella wirklich sterben gesehen hat. Batone versichert ihm dies und weist dann auf die Ähnlichkeit Nisas mit der Fürstin hin. Ormondo befiehlt ihm, Nisa in der nächsten Nacht zu entführen (Arie: „Tu mi conosci“). Der lauschende Tarabotto kann diese leise gesprochenen Worte nicht verstehen. Ormondo geht.
Szene 11. Tarabotto ist misstrauisch geworden. Er biedert sich Batone an, um ihn auszuhorchen (Duett: „Và taluno mormorando“). Batone geht.
Szene 12. Tarabotto ist sich sicher, dass Ormondo und Batone etwas vorhaben. Er rät Isabella, sich dem Fürsten anzuvertrauen, um sein Mitgefühl zu erregen.
Szene 13. Ormondo, Bertrando und die Soldaten kommen zurück. Nisa (Isabella) erzählt Bertrando, dass sie durch einen Verräter das Herz ihres Geliebten verloren habe (Arie: „Se pietade in seno avete“). Sie geht.
Szene 14. Während Bertrando durch Isabellas Erzählung gerührt ist, ist Ormondo beunruhigt. Er geht, um die Befehle des Herzogs für den nächsten Morgen anzuordnen.
Szene 15. Die Nacht bricht an. Tarabotto bittet den Herzog um Schutz für seine Nichte, denn er befürchte, dass noch diese Nacht ein Anschlag gegen sie geplant sei. Bertrando verspricht ihm seine Hilfe.
Szene 16. Dunkle Nacht. Batone erscheint mit bewaffneten Begleitern und geht in das Haus, um Nisa (Isabella) zu entführen (Finale: „Tacita notte oscura“). Von der anderen Seite kommen Isabella und Tarabotto. Isabella hat die Kleider angelegt, die sie bei ihrer Ankunft vor zehn Jahren getragen hatte. Sie verstecken sich. Auch Bertrando kommt mit seinen Leuten. Sie verbergen sich im Schacht. Zuletzt kommt auch Ormondo mit einem Begleiter. Batone tritt aus dem Haus und erklärt ihm, dass er die Entführung nicht ausführen konnte, weil Nisa nicht im Haus war. Während sich Ormondo im Haus selbst davon überzeugen will, tritt Bertrando aus dem Versteck, ergreift Batone und befiehlt ihm, Ormondo nach dem Grund für die Entführung zu fragen. Er versteckt sich wieder. Ormondo hat sich inzwischen davon überzeugt, dass das Haus leer ist. Auf Batones Fragen gibt er zu, dass er geglaubt habe, es sei Isabella, die seine Liebe einst verschmäht hatte. Auch wenn sie es nicht selbst sein sollte, müsse sie von seiner Hand sterben. Bertrando hat genug gehört. Er kommt mit seinen Soldaten hervor und lässt Ormondo festnehmen. Aus Verzweiflung über das Unrecht, das er Isabella angetan hat, will er sich in sein Schwert stürzen. Isabella und Tarabotto halten ihn zurück. Isabella gibt sich zu erkennen und zeigt Bertrando sein Porträt, das sie immer bei sich getragen hatte. Sie ist bereit, ihm zu verzeihen. Die beiden Gatten schließen sich in die Arme. Batone erklärt, nur aufgrund von Drohungen Ormondos an den Verbrechen teilgenommen zu haben. Er wirft sich dem Herzog zu Füßen, der ihm auf Bitten Isabellas vergibt. Im Schlussensemble besingen alle die Gerechtigkeit Gottes, der jeden Verrat früher oder später ans Licht bringe.

## Gestaltung
Die Werkbezeichnung als „farsa“ führt in die Irre. Hier ist nicht die üblicherweise mit diesem Begriff verbundene burleske komische Oper gemeint. Der Begriff kennzeichnet dieses Werk stattdessen lediglich als einaktige Kurzoper. Derartige Werke waren ursprünglich als Einlagen zwischen den Akten größerer ernster Opern gedacht. Zu Rossinis Zeiten wurden sie jedoch bereits als eigenständige Werke aufgeführt. Das Teatro San Moisè in Venedig spielte damals in der Regel zwei solcher Stücke an einem Abend. L’inganno felice hat keinen komischen Charakter, sondern gehört zur Gattung der opera semiseria. Inhaltlich ist es ein Rührstück oder eine Rettungsoper: Eine verfolgte Unschuld – die verstoßene Isabella – wird in letzter Minute gerettet.
Die gelegentlich geäußerte Vermutung, der Librettist Giuseppe Maria Foppa habe für sein Werk ein gleichnamiges Libretto von Giuseppe Palomba, das dieser für Giovanni Paisiello geschrieben hatte, bearbeitet, hat sich als falsch herausgestellt. Die beiden Texte haben keine inhaltlichen Übereinstimmungen.

### Instrumentation
Die Orchesterbesetzung der Oper enthält die folgenden Instrumente:
- Holzbläser: Flöte (auch Piccolo), zwei Oboen, zwei Klarinetten, Fagott
- Blechbläser: zwei Hörner
- Streicher
- Basso continuo

### Musiknummern
Die Musik besteht aus neun Nummern mit einem Terzett als Pseudofinale in der Mitte.
- Sinfonia
- Nr. 1. Introduktion und Duett (Isabella, Tarabotto): „Cosa dite!“ (Szene 1)
- Nr. 2. Arie (Bertrando): „Qual tenero diletto“ (Szene 2)
- Nr. 3. Arie (Batone): „Una voce m’ha colpito“ (Szene 5)
- Nr. 4. Terzett (Bertrando, Tarabotto, Isabella): „Se la miro sembra quella“ (Szene 8)
- Nr. 5. Arie (Ormondo): „Tu mi conosci“ (Szene 10)
- Nr. 6. Duett (Batone, Tarabotto): „Và taluno mormorando“ (Szene 11)
- Nr. 7. Arie (Isabella): „Se pietade in seno avete“ (Szene 13)
- Nr. 8. Finale: „Tacita notte oscura“ (Szene 16)

## Werkgeschichte
L’inganno felice ist die zweite der fünf „farse“ Rossinis und seine dritte aufgeführte Oper. Nach dem Erfolg der vorausgegangenen Oper La cambiale di matrimonio 1810 erhielt er direkt den Folgeauftrag für die Karnevalssaison 1811/12. Anschließend komponierte er noch La scala di seta, L’occasione fa il ladro und Il signor Bruschino. Bei der Uraufführung von L’inganno felice am 8. Januar 1812 im Teatro San Moisè in Venedig sangen Teresa Belloc-Giorgi (Isabella), Raffaele Monelli (Fürst Bertrando), Filippo Galli (Batone), Luigi Raffanelli (Tarabotto) und Vincenzo Venturi (Ormondo). Die Aufführung war ein gewaltiger Erfolg. Das Werk wurde in den folgenden Jahren vielfach überarbeitet und an unterschiedlichen Opernhäusern Italiens und im Ausland aufgeführt. Zu den ersten deutschen Aufführungen kam es 1816 in München und an der Wiener Hofoper. Im 19. Jahrhundert war es die meistgespielte „farsa“ Rossinis. Dagegen wurde sie im 20. Jahrhundert vernachlässigt.
Inzwischen sind mehrere CD-Aufnahmen erhältlich. Zunächst erschien ein Live-Mitschnitt einer konzertanten Aufführung vom 18. November 1963 in Neapel unter der Leitung von Carlo Franci. Weitere Aufnahmen stammen von Marcello Viotti (1992, Studio), Fabio Maestri (1992, live), Marc Minkowski (1996, live), Giancarlo Andretta (1998, live) und Alberto Zedda (2005, live).